# Eutelsat II F-2
Eutelsat II F-2 (auch Eutelsat-II F2) war ein Fernsehsatellit der European Telecommunications Satellite Organization (Eutelsat).

## Missionsverlauf
Der Satellit wurde am 15. Januar 1991 auf einer Ariane-4-Trägerrakete vom Raumfahrtzentrum Guayana zusammen mit Italsat 1 in eine geostationäre Umlaufbahn gebracht.
Ehemalige Orbitalpositionen:
- 10° Ost (Januar 1991 bis Juni 1999)
- 12,5° West (August 1999 bis Juli 2002)
- 48° Ost (Oktober 2002 bis November 2005, verschoben um den dort befindlichen Eutelsat II F-1 zu ersetzen)

Seit November 2005 ist Eutelsat II F-2 nicht mehr in Betrieb.

## Empfang
Der Satellit konnte in Europa empfangen werden.
Die Übertragung erfolgte im Ku-Band.